# Eureka (Teksas)
Eureka je grad u američkoj saveznoj državi Teksas. Prema popisu stanovništva iz 2010. u njemu je živjelo 307 stanovnika.